# Holmsjön, Åland
Holmsjön är en sjö i Finströms kommun i Åland (Finland). Den ligger i den västra delen av landskapet, 17 km norr om huvudstaden Mariehamn. Holmsjön ligger 4 meter över havet. Den ligger på ön Fasta Åland. Arean är 8 hektar och strandlinjen är 1,82 kilometer lång. Sjön  ingår i Norra Ålands havs avrinningsområde. 